# Coordinación General de Transportes Aéreos Presidenciales

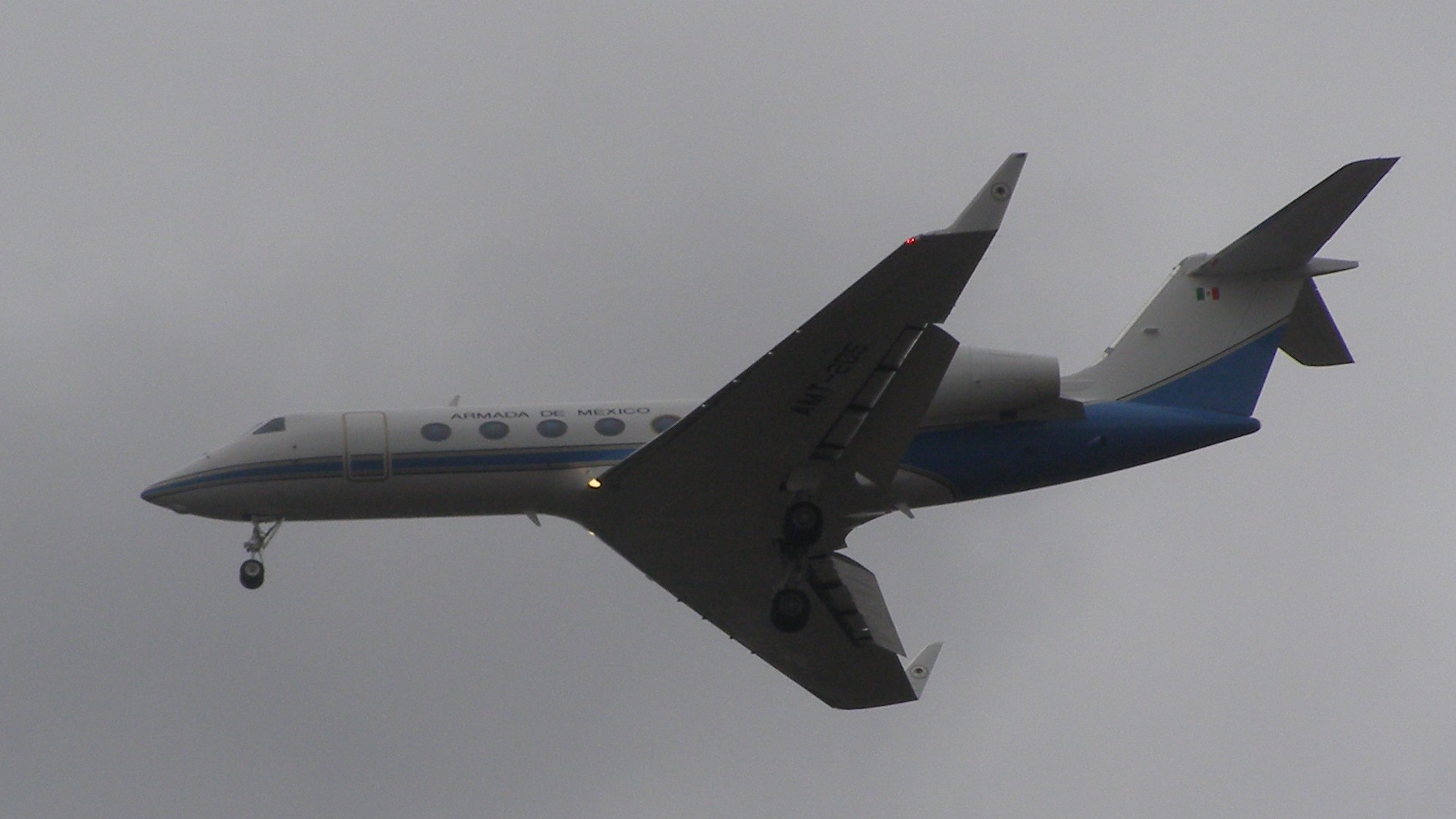

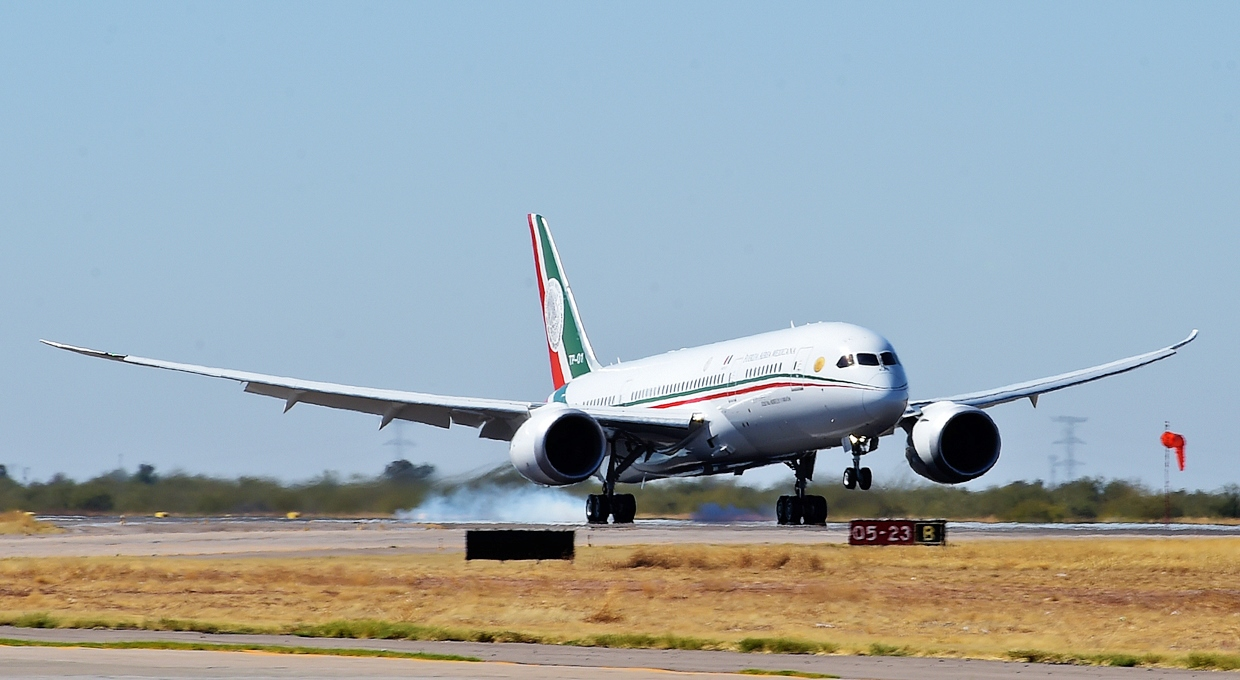

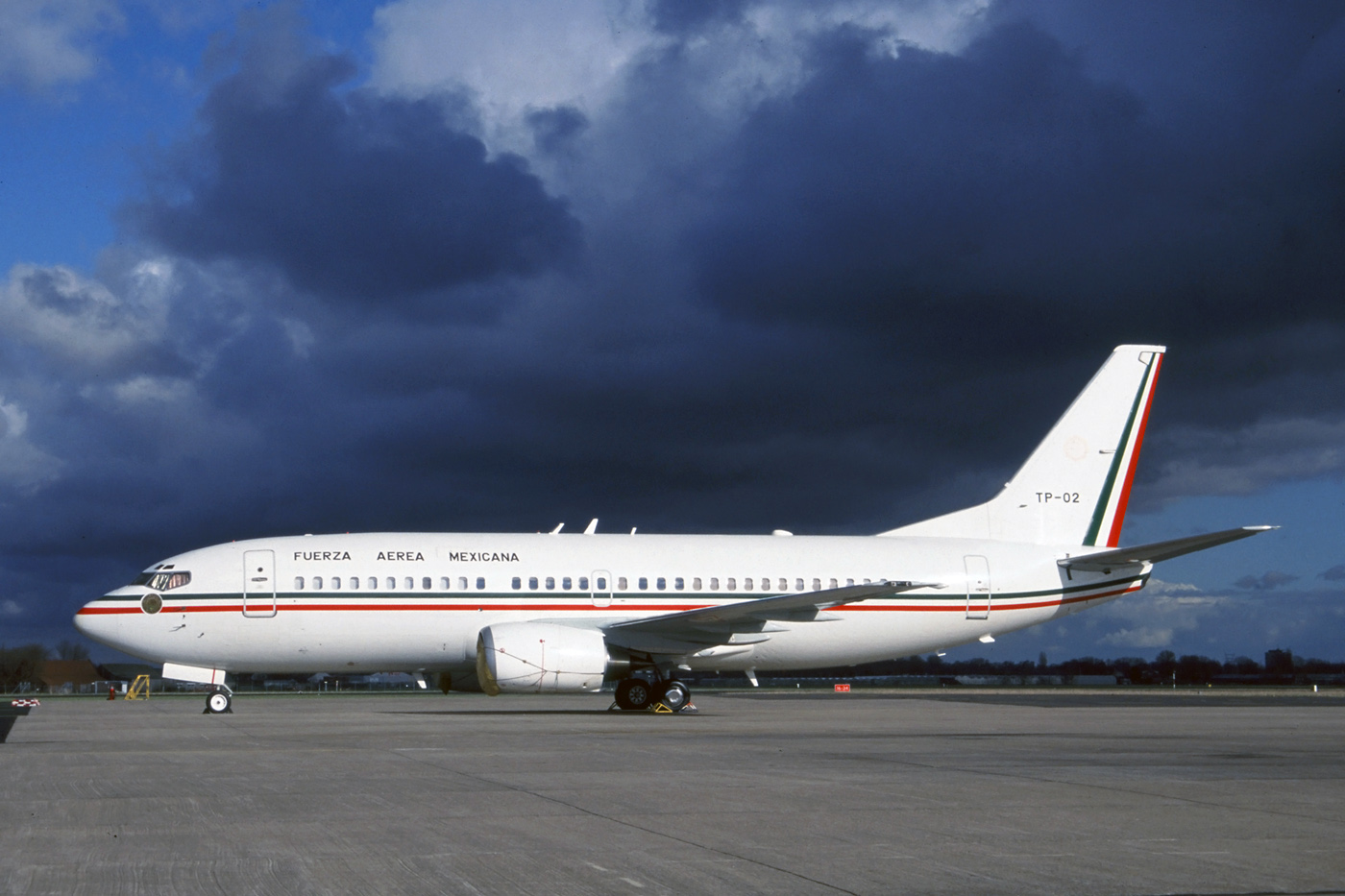

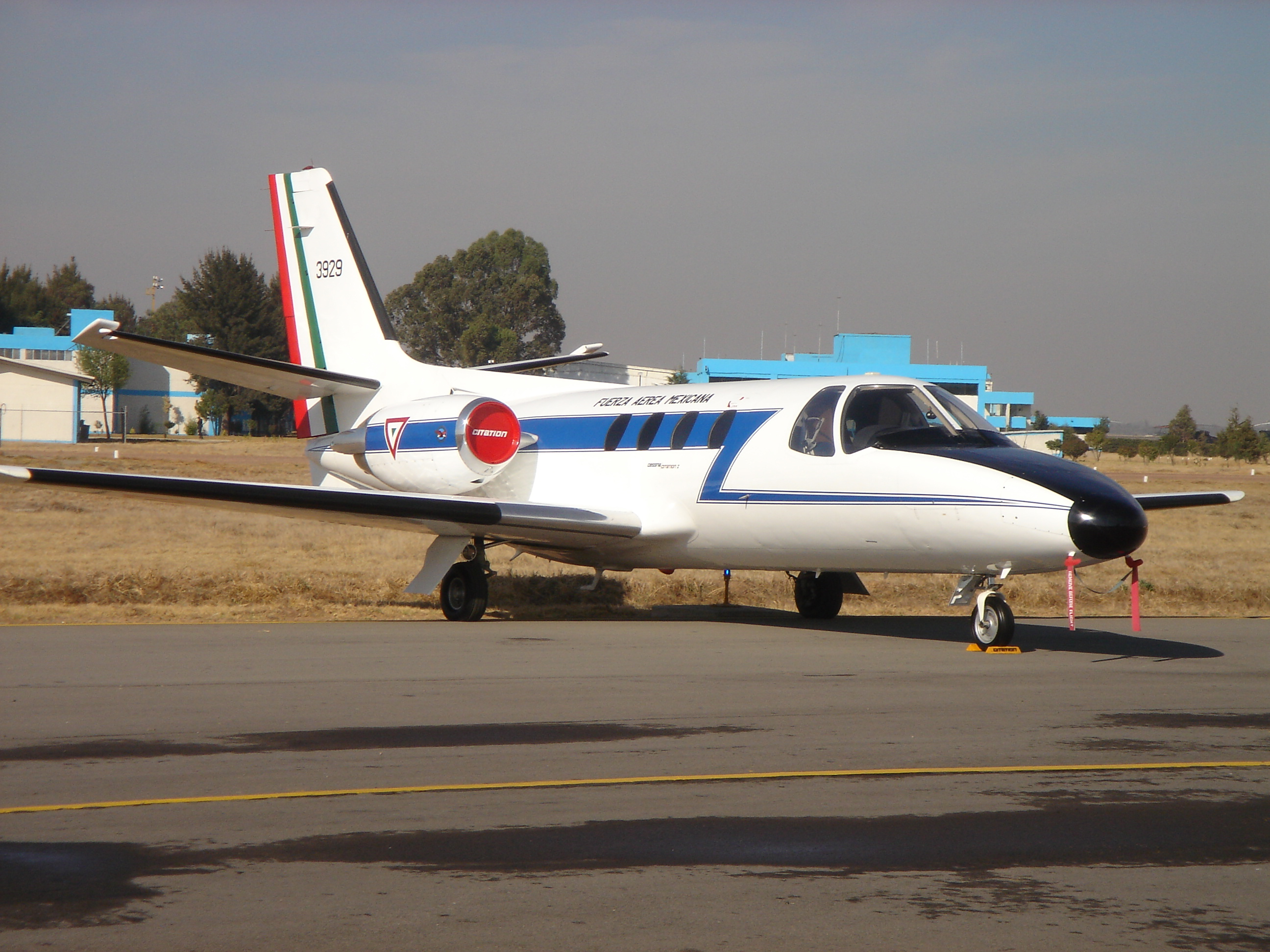

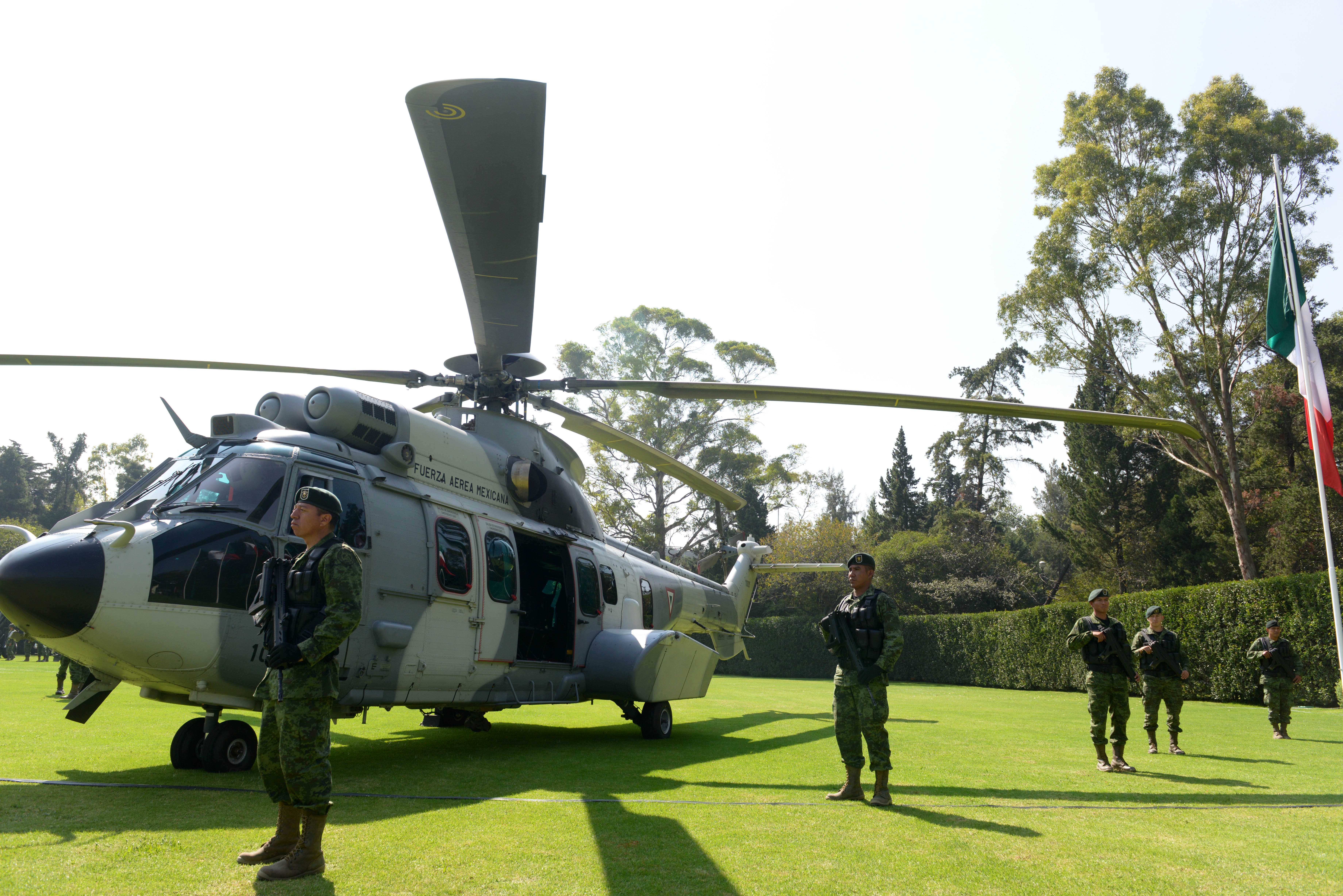

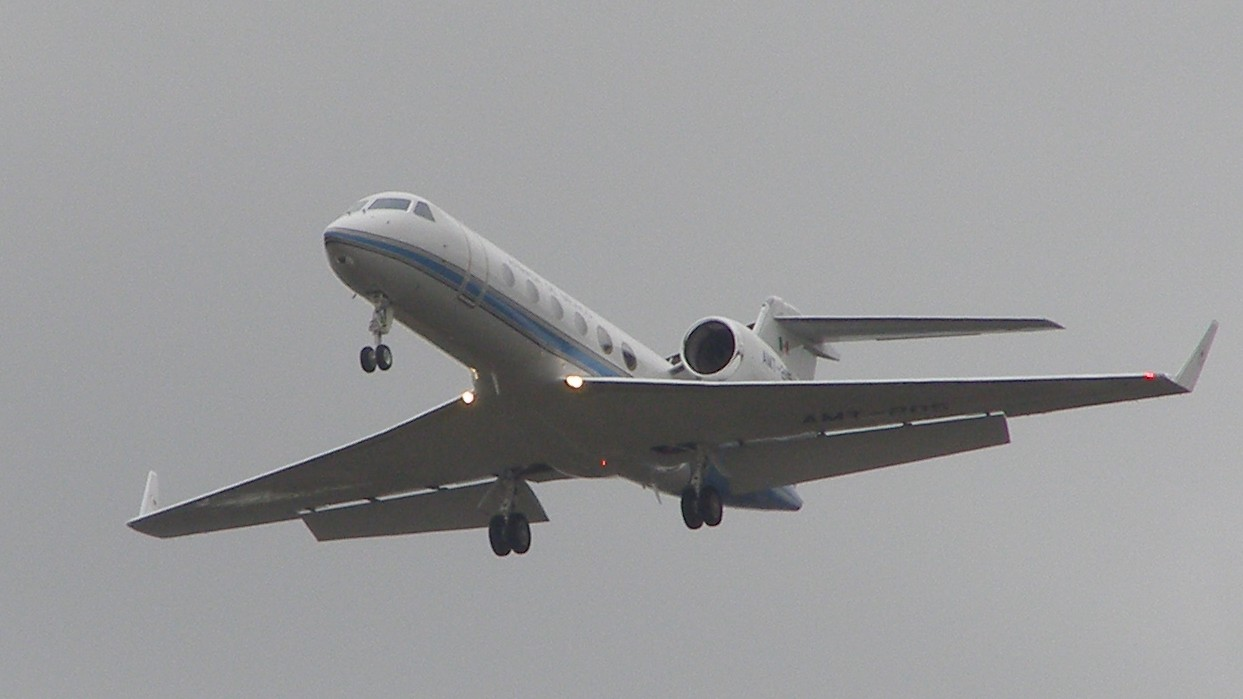

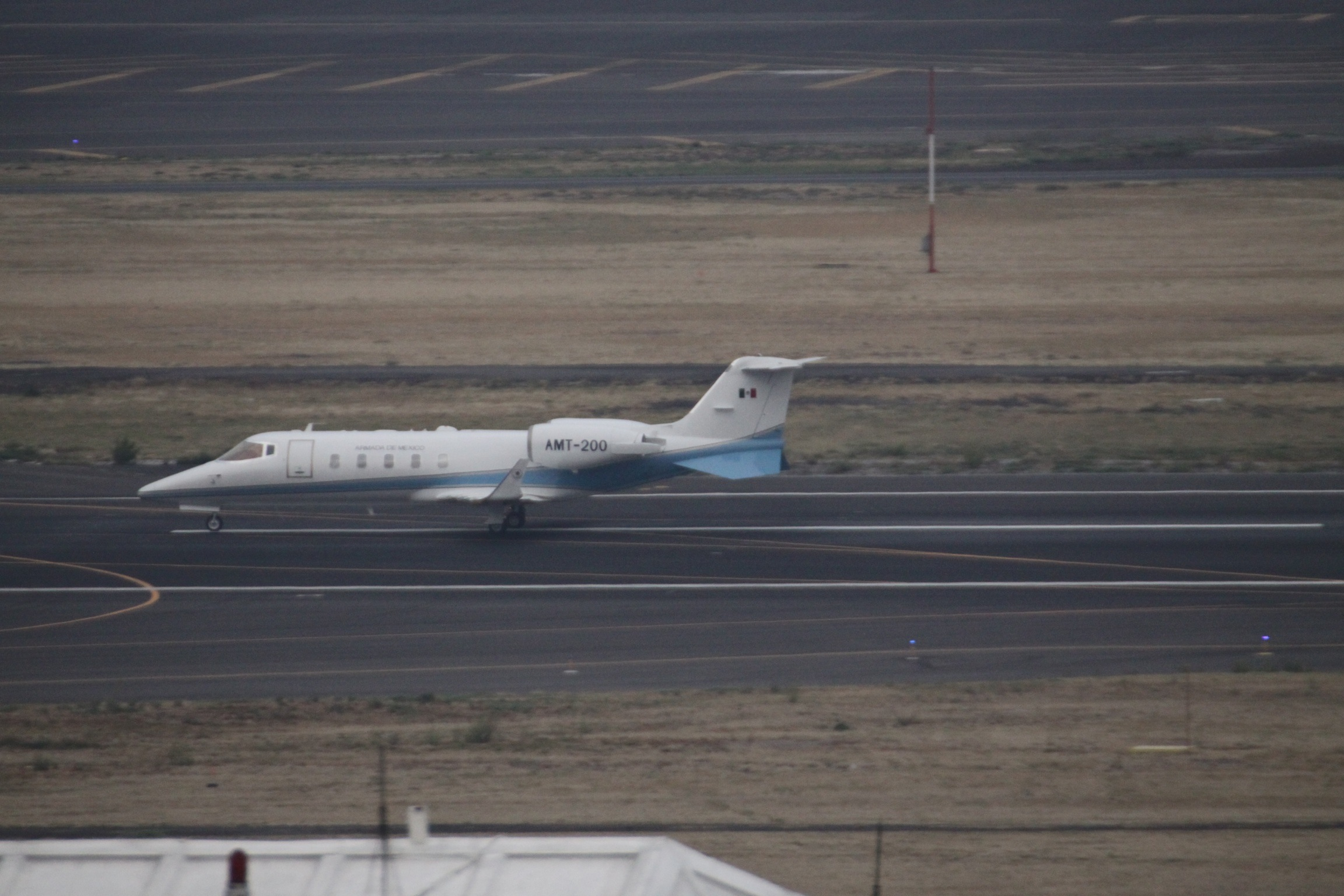

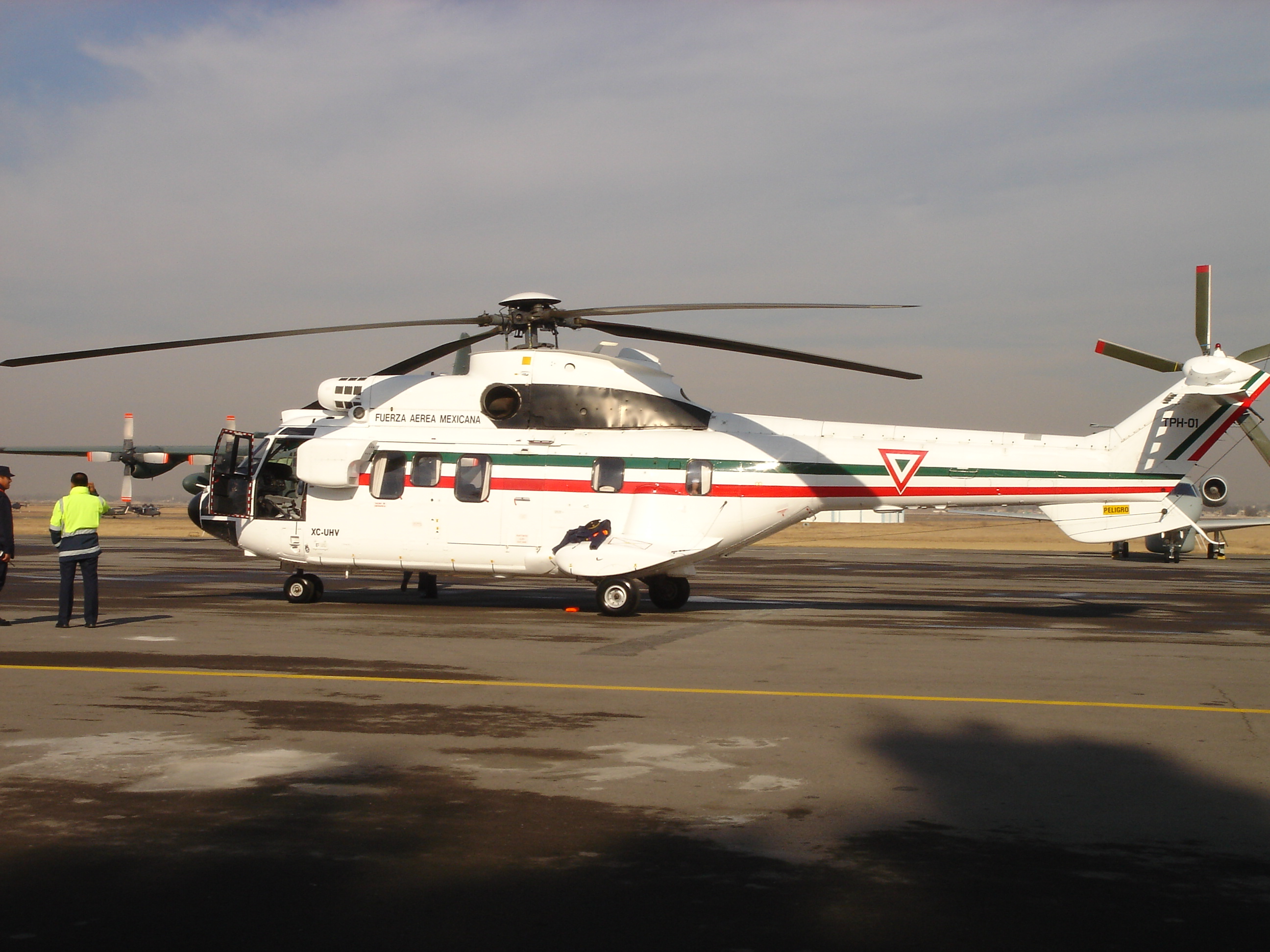

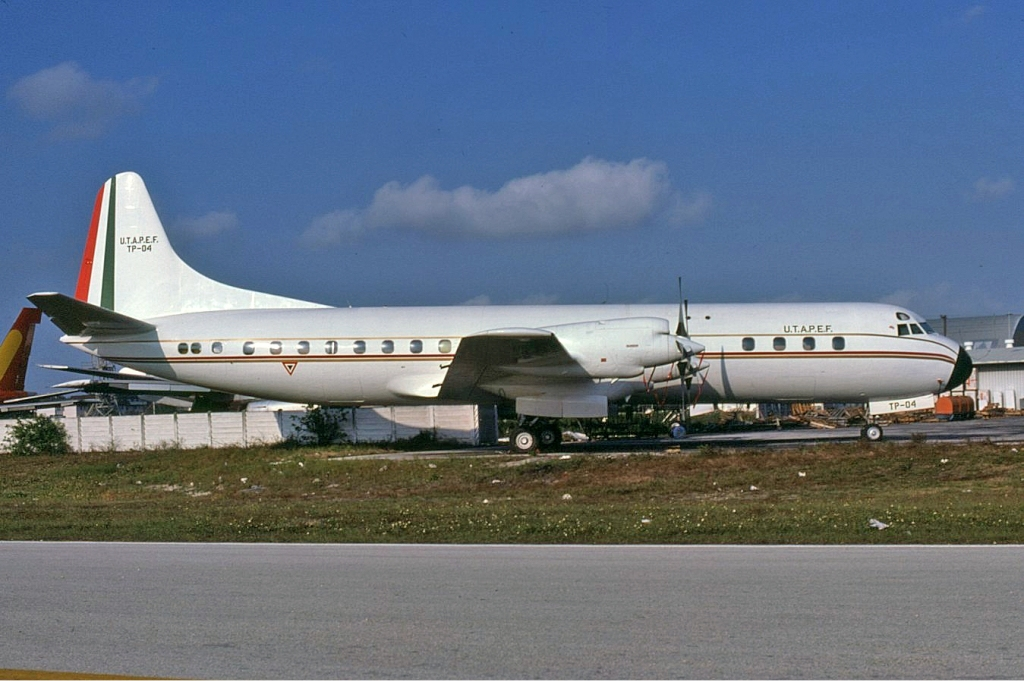
Lockheed L-188A Electra de la Unidad de Transporte Aéreo del Poder Ejecutivo Federal (TP-04) en el Aeropuerto Internacional de Miami en 1978.

La Coordinación General de Transportes Aéreos Presidenciales (CGTAP) es la principal unidad mexicana de transporte presidencial, dependiente del Estado Mayor Presidencial. 
De acuerdo al Artículo 29 del Reglamento del Estado Mayor Presidencial, le corresponde a la Coordinación General de Transportes Aéreos Presidenciales:
I. Proporcionar el servicio de transporte aéreo al Presidente de la República, así como a los servidores públicos y demás personas que determine el propio titular del Ejecutivo Federal;
II. Administrar los recursos humanos, económicos y materiales que le sean asignados presupuestalmente;
III. Planear, coordinar, programar y supervisar el adiestramiento de las tripulaciones y del personal de apoyo, y
IV. Planear, coordinar, programar y supervisar el mantenimiento oportuno de las aeronaves asignadas a su cargo, para que éstas se encuentren permanentemente en condiciones óptimas de seguridad, funcionamiento y operación.
Esta unidad del Estado Mayor Presidencial está integrada por tres direcciones generales (Operaciones, Mantenimiento y Administración) y el Grupo Aéreo de Transportes Presidenciales. Estas áreas instrumentan y ejecutan una serie de procedimientos acordes con sus responsabilidades, coadyuvando con el cumplimiento de la misión general, tomando como prioridad la seguridad y eficiencia en el desarrollo de las operaciones aéreas y actividades de apoyo correspondientes. 
El inventario al 2 de julio de 2017, es el siguiente:

## Aviones
13 aviones:
| Aviones                                                                  |
| ------------------------------------------------------------------------ |
| Boeing 787-8 Dreamliner, Fuerza Aérea Mexicana TP-01, Matrícula XC-MEX   |
| Boeing 757-225, Fuerza Aérea Mexicana TP-02, Matrícula XC-UJM            |
| Boeing 737-300, Fuerza Aérea Mexicana TP-03, Matrícula XC-LJG            |
| Boeing 737-322, Fuerza Aérea Mexicana TP-04, Matrícula XC-UJB            |
| Gulfstream III, Fuerza Aérea Mexicana TP-06, Matrícula XC-UJN            |
| Gulfstream G550, Fuerza Aérea Mexicana TP-07, Matrícula XC-LOK           |
| Gulfstream G150, Fuerza Aérea Mexicana TP-08, Matrícula XC-LOH           |
| Beechcraft 350er King Air, Fuerza Aérea Mexicana TP-09, Matrícula XC-LOI |
| Beechcraft 350er King Air, Fuerza Aérea Mexicana TP-10, Matrícula XC-LOB |
| Learjet 35A, Fuerza Aérea Mexicana TP-104, Matrícula XC-IPP              |
| Learjet 36A, Fuerza Aérea Mexicana TP-105, Matrícula XC-UJP              |
| Turbo commander 695A, Fuerza Aérea Mexicana TP-216, Matrícula XC-UTA     |
| Gulfstream G450, Armada de México, Matrícula XC-LMF                      |

## Helicópteros
11 helicópteros
| Helicópteros                                                             |
| ------------------------------------------------------------------------ |
| Airbus H225 Super Puma, Fuerza Aérea Mexicana, Matrícula XC-FAM          |
| Airbus H225 Super Puma, Fuerza Aérea Mexicana, Matrícula XC-EMP          |
| Eurocopter EC225 Super Puma, Fuerza Aérea Mexicana, Matrícula XC-LKV     |
| Eurocopter EC225 Super Puma, Fuerza Aérea Mexicana, Matrícula XC-LKO     |
| Aérospatiale AS332 Super Puma, Fuerza Aérea Mexicana, Matrícula XC-UHV   |
| Aérospatiale AS332 Super Puma, Fuerza Aérea Mexicana, Matrícula XC-UHU   |
| Aérospatiale AS332 Super Puma, Fuerza Aérea Mexicana, Matrícula XC-UHP   |
| AgustaWestland AW109SP GrandNew, Fuerza Aérea Mexicana, Matrícula XC-LNO |
| AgustaWestland AW109SP GrandNew, Fuerza Aérea Mexicana, Matrícula XC-LNP |
| AgustaWestland AW109SP GrandNew, Fuerza Aérea Mexicana, Matrícula XC-LNR |
| AgustaWestland AW109SP GrandNew, Fuerza Aérea Mexicana, Matrícula XC-LNV |

## Hangar Presidencial
Las instalaciones que albergan el hangar presidencial se destinaron al servicio del Estado Mayor Presidencial con el decreto del 6 de febrero de 1985. Este se localiza en el extremo sur del Aeropuerto Internacional de la Ciudad de México, al cual se llega por la calle Santos Dumont (puerta 9 del AICM). En este sitio se ubica la Coordinación General de Transportes Aéreos Presidenciales, unidad que cuenta con la infraestructura para resguardar y proporcionar mantenimiento a la flota aérea presidencial. 
El 24° Batallón de Infantería de Marina de Guardias Presidenciales, destaca entre sus funciones destacan la de proporcionar honores a los jefes de Estado y/o de gobierno que visiten nuestro país, a su arribo y salida en el Hangar Presidencial, y participar en los dispositivos de seguridad coordinados por el Estado Mayor Presidencial. Esta unidad está adiestrada para participar en los eventos presidenciales, así como en los servicios propios de su especialidad como infantería de marina. Su cuartel se ubica a inmediaciones de las instalaciones de la Coordinación General de Transportes Aéreos Presidenciales en el Aeropuerto Internacional de la Ciudad de México.